# Oratorij (cerkev)
Oratorij, (tudi  hišna kapelica, lat.:orare  za moliti, torej molilnica), je v katoliški cerkvi zaseben ali na pol javen prostor, ki je namenjen določeni skupini vernikov za opravljanje božje službe. Oratorij je lahko tudi meniški oziroma duhovniški kor v samostanskih in ustanovnih cerkvah.
Kapela kot stavba se imenuje oratorij predvsem v latinskoameriških državah.
Poreklo oratorija je verjetno posledica izgradnje kapele za vernike v svetiščih mučencev, da se jim omogoči molitev na kraju mučeništva. Najstarejši ohranjen oratorij je škofovska kapela v Raveni, ki je bila zgrajena okoli leta 500. Sv. Benedikt uporablja izraz oratorij v svojem pravilu  Regula Benedicti, ki je nastal v 6. stoletju v kraju, kjer je bila skupnost zbrana za molitev. To je običajno ograjen prostor ali stranska soba v cerkvi. Molilnice so pogosto v galeriji kora ali ladje in imajo okna v glavnem prostoru.
Zakonik cerkvenega prava (Codex Iuris Canonici - CIC) katoliške cerkve je do 1917 razlikoval med različnimi vrstami oratorijev: zasebna molilnica - zamrežena ali zastekljena loža s pogledom na oltar (za posvetne ali duhovne odličnike, kot je škof ali družina in njihovi gosti) zlasti v baročnih cerkvah, pol-javna molilnica (verniki so bili prisotni pod določenimi pogoji) ali javna molilnica (zgrajena v korist vseh vernikov).
CIC iz leta 1983 ne razlikuje več med javnimi, pol-javnimi ali zasebnimi molilnicami. Izraz oratorij zdaj opredeljuje zasebni kraj molitve za skupino ali skupnost, ki je lahko na voljo za vernike po presoji nadrejenih. Ta opredelitev ustreza tako imenovani pol-javni molilnici iz CIC-a iz leta 1917. Takšen oratorij lahko dovoli zgraditi škof, ki najprej preveri ali je oratorij "spodobno opremljen«. 